# Soroban
Soroban (jap. 算盤 lub 十露盤 soroban) – japońska odmiana liczydła, odpowiednik europejskiego abakusa. 

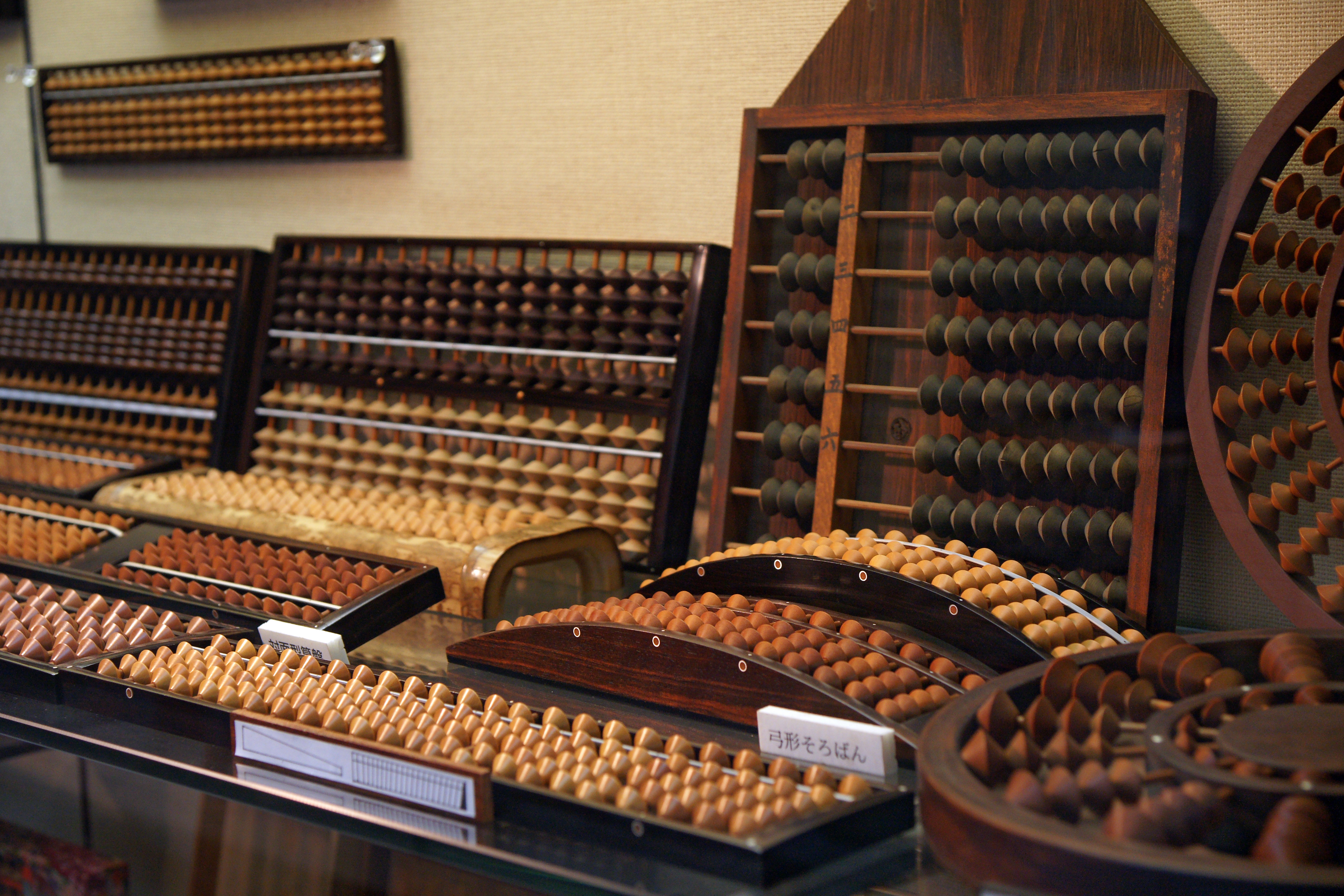
Różne rodzaje sorobanów, Muzeum Przemysłu Tradycyjnego w mieście Ono

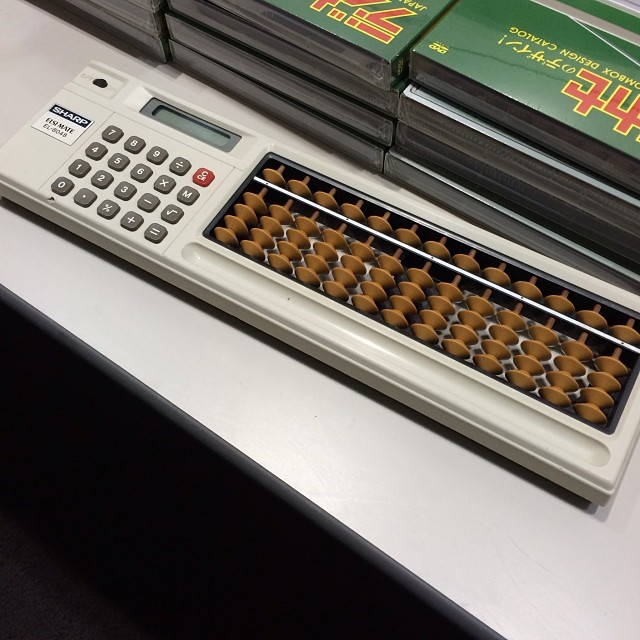
Soroban zintegrowany z kalkulatorem elektronicznym

Składa się najczęściej z 23 lub 27 linii przeciętych poprzeczną belką. W jednej linii znajdują się 4 koraliki poniżej belki i 1 koralik powyżej niej. Obliczeń dokonuje się poprzez przesuwanie koralików do lub od belki poprzecznej. Każda pionowa linia przedstawia 1 cyfrę w liczbie. Każdy z koralików poniżej belki poprzecznej ma wartość równą 1, a powyżej niej wartość równą 5. Dziesięć kombinacji położeń koralików na jednej linii odpowiada dziesięciu cyfrom:
|   |   |   |   |   |   |   |   |   |   |
| 0 | 1 | 2 | 3 | 4 | 5 | 6 | 7 | 8 | 9 |

Mimo że Japonia jest krajem wysoce skomputeryzowanym, to przyrząd ten nadal jest tam wykorzystywany do wykonywania obliczeń. Wprawny rachmistrz jest w stanie szybciej dokonać obliczeń na sorobanie, niż niewprawny użytkownik za pomocą kalkulatora. Im większe liczby występują w obliczeniu, tym szybsza jest metoda liczenia na sorobanie. Przykładowo 1 milion wymaga przesunięcia 1 koralika, podczas gdy w kalkulatorze należy wcisnąć 7 cyfr.
W ostatnich latach naukowcy – w oparciu o doświadczenia i wykorzystanie nowoczesnych technologii – wykazali, iż korzystanie z sorobanu rozwija prawą półkulę mózgu. W niektórych krajach wprowadzono w szkołach naukę posługiwania się tym liczydłem z korzyścią dla uczniów.

## Historia i znaczenie
Soroban dotarł do Japonii w XV wieku z Chin. W okresie Edo (1603–1868) Japonia była krajem zamkniętym (sakoku), ale jej tradycyjny system edukacyjny, w tym nauczania posługiwania się sorobanem był kontynuowany. W okresie Meiji nastąpiła szybka zmiana wynikająca z gwałtownego procesu modernizacji i absorbowania osiągnięć Zachodu. Dotyczyło to także sposobów kształcenia. Okazało się, że soroban jest nadal przydatny i uczniowie musieli obowiązkowo uczyć się posługiwania nim.
W 1944 r. Japońska Izba Handlu i Przemysłu wprowadziła oficjalny system egzaminacyjny. Osoba, która osiągnęła najwyższy – z trzech – poziom miała prawo do nauczania. Około 45 mln osób poddało się egzaminom, a około 11 mln zdało je na poszczególne stopnie.
Po II wojnie światowej szybki proces rozwoju Japonii oraz powszechna komputeryzacja spowodowały odejście od tradycyjnych wartości, w tym sztuki liczenia na sorobanie. Wynikłe z tego problemy uświadomiły jednak Japończykom grożące niebezpieczeństwa i w ostatnich dekadach nastąpił powrót do nauczania podstaw we wszystkich dziedzinach. W 1989 r. Ministerstwo Edukacji uznało konieczność rozszerzenia nauczania posługiwania się sorobanem jako podstawy w nauczaniu matematyki w szkołach podstawowych nie tylko w klasie trzeciej, ale także w czwartej. Obecnie przedmiot ten jest nauczany w klasie trzeciej i wyższych. 
W 2004 r. w szkołach podstawowych miasta Amagasaki, w prefekturze Hyōgo, zorganizowano „specjalną strefę nauki liczenia” (inaczej: „strefę sorobanu”). System rozpoczął się od jednej szkoły, aby w 2009 r. objąć wszystkie 43 szkoły. Uczniowie osiągają nie tylko sprawność matematyczną, ale uzyskują także m.in.: pewność siebie, świeżość umysłu, zdolność większej koncentracji, poprawę pamięci.

## Ono – miasto sorobanów
W prefekturze Hyōgo znajduje się miasto Ono znane jako miasto sorobanu. Jest to jeden z tradycyjnych produktów wytwarzanych w tym regionie. Stąd liczydła tamtejsze nazywane są Banshū-soroban, gdzie Banshū jest dawną nazwą części obecnej prefektury Hyōgo. W 1983 r. utworzono w tym mieście Muzeum Przemysłu Tradycyjnego. Jedną z sal przeznaczono na prezentację sorobanów.